# Chiến tranh Kế vị Tây Ban Nha
Chiến tranh Kế vị Tây Ban Nha (1701–1714) là một cuộc xung đột chính trị quân sự ở châu Âu đầu thế kỉ XVIII, được kích nổ bởi cái chết của vị vua cuối cùng của vương triều Habsburg ở Tây Ban Nha, một người ốm yếu và không thể có con, Carlos II. Ông đã cai trị một đế quốc rộng khắp toàn cầu, và câu hỏi ai sẽ là người kế vị đã gây ra sự tranh chấp giữa các cường quốc châu Âu. Những nỗ lực để giải quyết vấn đề đi đến thỏa thuận phân chia đế chế giữa ba ứng viên đủ điều kiện kế vị đến từ nước Pháp (Bourbon), Áo (Habsburg), và Bayern (Wittelsbach) nhưng cuối cùng thất bại, trên giường bệnh Carlos II trao quyền kế vị vương quốc của ông cho Philippe, Công tước xứ Anjou, cháu trai thứ hai của đức vua Louis XIV của Pháp. Nếu như Philippe chiếm được Tây Ban Nha, Louis XIV sẽ kiểm soát một vùng đất rất rộng lớn và chiếm nhiều ưu thế ở châu Âu, nhưng một số chính trị gia coi việc thống trị của dòng họ Bourbon là mối đe dọa cho thế cân bằng quyền lực.
Louis XIV có mọi điều kiện tốt để chấp nhận cháu trai của ông lên ngôi vua Tây Ban Nha, nhưng sau đó ông đã có những hành động bất ngờ và gây tranh cãi: ông gửi quân đến Hà Lan thuộc Tây Ban Nha (là vùng đệm giữa Pháp với Cộng hòa Hà Lan); ông tìm cách thống trị thương mại ở các thuộc địa của Tây Ban Nha ở châu Mỹ cạnh tranh với các thương nhân Anh và Hà Lan, ông từ chối loại bỏ Philippe khỏi danh sách kế vị ở Pháp, gây ra nguy cơ về sự hợp nhất hai vương quốc Pháp-Tây Ban Nha dưới một vương triều quyền lực duy nhất trong tương lai gần. Để chống lại âm mưu của Louis XIV, Anh, Cộng hòa Hà Lan, và Áo – cùng với các đồng minh của họ trong Thánh chế La Mã đã tái lập Đại Liên minh (1701) và ủng hộ quyền kế vị Leopold I trên vương miện Tây Ban Nha sẽ chuyển cho hoàng tử thứ hai của ông, Đại Công tước Karl. Bằng cách ủng hộ ứng viên nhà Habsburg (những người ủng hộ gọi ông ta là vua Carlos III của Tây Ban Nha), mỗi thành viên trong liên minh đều hi vọng làm giảm thế lực của Pháp, bảo đảm an toàn và lãnh thổ và vương triều của mình, và khôi phục cũng như cải thiện những lợi ích thương mại mà họ có được như thời Carlos II.
Phía Áo, cùng đồng minh là Hà Lan và Anh bắt đầu tuyên chiến tháng 5 năm 1702. Năm 1708, Công tước Marlborough và Hoàng thân Eugene xứ Savoy đã giành chiến thắng trong cuộc chiến tại Hà Lan thuộc Tây Ban Nha và Ý, sau đó tấn công đồng minh của Louis XIV tại Bavaria. Pháp đối mặt với cuộc xâm lược, nhưng liên minh khi đó bắt đầu rạn nứt. Với việc Đại Liên minh tấn công Tây Ban Nha, những thương vong và chiến phí ngày càng tăng do nó gây ra là tiền đề cho sự chia sẻ. Đảng Bảo thủ lên nắm quyền ở Liên hiệp Anh từ 1710 và tìm cách chấm dứt cuộc chiến. Các quan đầu triều ở Anh và Pháp chuẩn bị cho một hội nghị hòa bình năm 1712 và Anh ngừng các hoạt động quân sự. Hà Lan, Áo và các vương hầu người Đức vẫn chiến đấu để chiếm ưu thế trên bàn đàm phán, nhưng họ bị đánh bại bởi Nguyên soái Villars và bị buộc phải chấp nhận hòa giải giữa Anh và Pháp. Với Hiệp ước Utrecht (1713) và Hiệp ước Rastatt (1714), Đế quốc Tây Ban Nha được phân chia giữa các nước lớn và nước nhỏ. Người Áo nhận nhiều lãnh địa của Tây Ban Nha ở châu Âu, nhưng Công tước xứ Anjou vẫn thống trị bán đảo Tây Ban Nha và các thuộc địa ở châu Mỹ, sau khi từ bỏ quyền kế vị ngôi vua ở Pháp, ông cai trị Tây Ban Nha với vương hiệu Felipe V (Felipe V). Thế cân bằng quyền lực ở châu Âu vẫn được đảm bảo.

## Hoàn cảnh

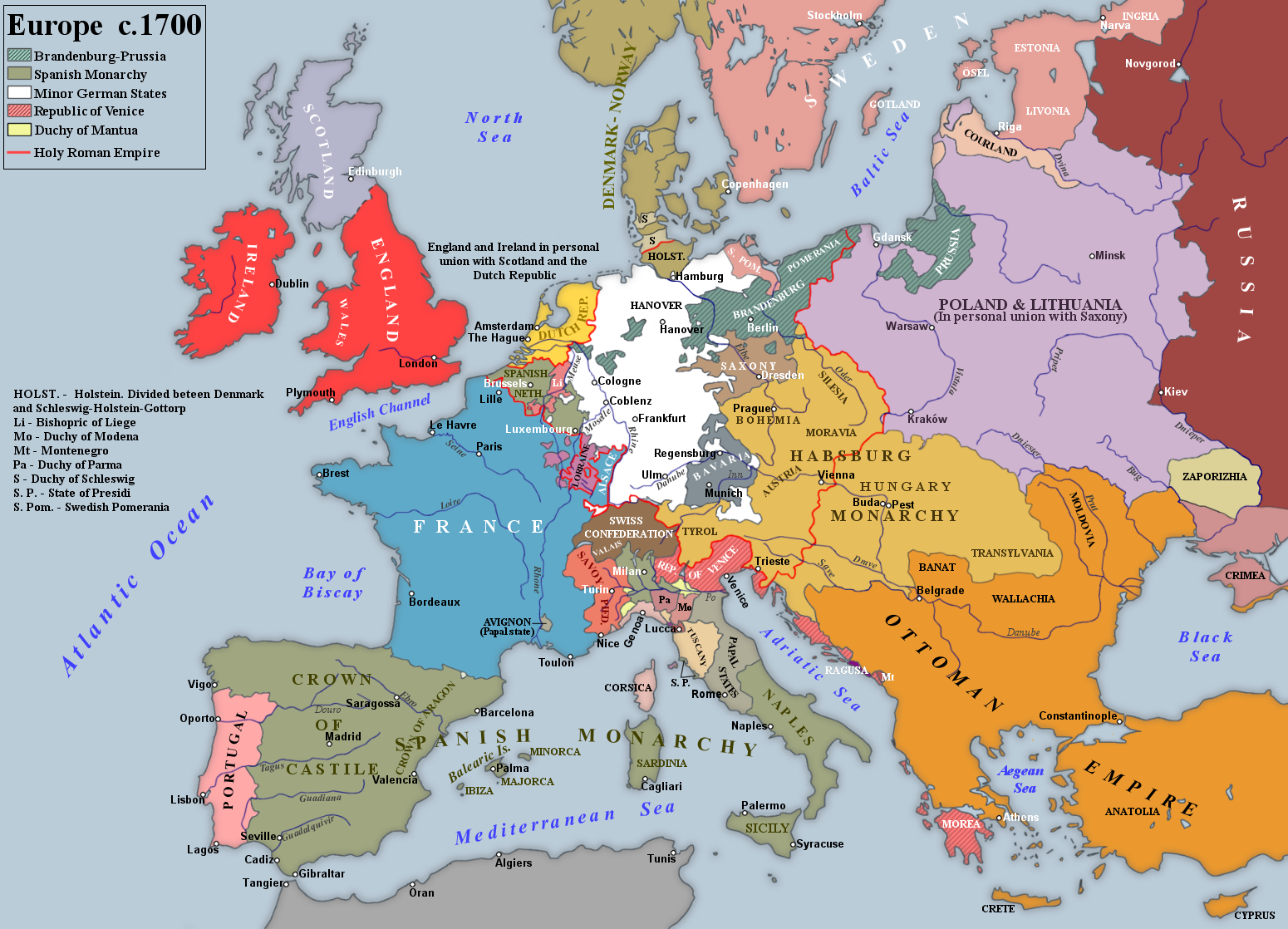
Châu Âu trước khi nổ ra Chiến tranh Kế vị Tây Ban Nha.

Cuối những năm 1690, việc sức khỏe nhà vua Carlos II của Tây Ban Nha ngày càng suy nhược đã tạo ra vấn đề to về việc ai sẽ kế nghiệm ông, một vấn đề mà nhiều chính khách châu Âu đã che giấu nó trong nhiều thập niên. Vào cuối thế kỉ XVII Tây Ban Nha đã không còn là bá chủ châu Âu, nhưng Đế quốc Tây Ban Nha – về cơ bản vẫn là một liên minh rộng lớn khắp toàn cầu, mà người Tây Ban Nha thường gọi đó là 'nền quân chủ' – vẫn còn sức bật dậy. Bên ngoài Tây Ban Nha, những lãnh địa khác của Carlos II tại châu Âu có thể kể đến như Đảo Balearic, Hà Lan thuộc Tây Ban Nha, Milan, Sicilia, Napoli, Sardinia, Finale và bang Presidi trên bờ biển Tuscan; lãnh địa hải ngoại bao gồm Philippines, Tây Ấn thuộc Tây Ban Nha, Florida, phần lớn Bắc và Nam Mỹ cùng nhiều thành thị ở Bắc Phi. Đế quốc tuy đã suy yếu, nhưng vẫn là đế quốc có nhiều lãnh địa hải ngoại nhất ở châu Âu, và những hành động của nó vẫn ảnh hưởng lớn đến vũ đài chính trị ở châu Âu và cả thế giới.
Carlos II trở thành vua sau cái chết của phụ thân ông ta, Felipe IV, năm 1665, nhưng sức khỏe của ông không được tốt và không thể có con; ông là thành viên cuối cùng của Habsburg ở Tây Ban Nha và ông đã sống lâu hơn nhiều so với dự đoán của một số người. Khi Hiệp ước Ryswick (Rijswijk) kết thúc Chiến tranh Chín năm (1688–97), các chính trị gia ở châu Âu hướng sự chú ý của họ về vấn đề kế vị Tây Ban Nha bởi trước cái chết của Carlos II trong tương lai. Cuối cùng, những ứng viên có tư cách kế vị là con cháu đến từ dòng họ Bourbon của vua Louis XIV của Pháp, và nhà Habsburg ở Áo và Thánh chế La Mã, Leopold I, tất cả họ đều là con rể của vua Felipe IV của Tây Ban Nha và cháu của Felipe III, và cả hai bên đều vững tin về khả năng nối ngôi của họ. Tuy nhiên, nếu họ kế vị thì thế cân bằng quyền lực ở châu Âu sẽ nghiêng hẳn về phía Pháp, hoặc Áo, do đó các mối nguy cơ về một thế lực khác sẽ làm bá chủ là vấn đề quan tâm chung của các cường quốc khắp châu Âu.

### Các yêu sách đối đầu

Chân dung Louis XIV (1638–1715). Tranh sơn dầu vẽ bởi Hyacinthe Rigaud c. 1701. Chiến tranh Kế vị Tây Ban Nha diễn ra vào những năm cuối thời Louis XIV.

Không giống như ngai vàng Pháp, ngai vàng Tây Ban Nha có thể cho tất cả con cháu đều có quyền kế vị, mặc dù dòng nữ vẫn phải đứng sau dòng nam. Những người tiếp theo trong danh kế kế vị Carlos II, vì thế là hai người chị của ông: María Teresa, Trưởng Vương nữ, và Margarita Teresa, Thứ Vương nữ. María đã kết hôn với vua Louis XIV năm 1660 và có một người con với ông, Louis, Thái tử Pháp. Đáng lý ra thì thái tử là người nối ngôi đương nhiên, nhưng María đã tuyên bố bỏ quyền kế vị để đổi lấy một khoản tiền hồi môn là nửa triệu lạng vàng. Trong chúc thư của cha bà , Felipe IV, đã nhắc lại sự việc này và công bố rằng quyền kế vị của cả vương quốc Tây Ban Nha sau Carlos sẽ là con gái nhỏ của ông, Margarita. Tuy nhiên, người Pháp, lấy một phần lý do là của hồi môn không bao giờ được trả, vì thế sự từ bỏ của Maria không được chấp nhận. Cũng không rõ liệu vương nữ María có bỏ luôn quyền kế vị dành cho những đứa trẻ của bà chào đời sau này hay không.
Leopold I kết hôn với Margarita Teresa năm 1666. Khi bà chết năm 1673 đã để lại một người thừa kế, Maria Antonia, người mà năm 1685 đã kết hôn với Max Emanuel, Tuyển hầu Bavaria. Không lâu trước khi chết vào năm 1692, bà ta hạ sinh một cậu bé, Joseph Ferdinand. Khi kết hôn, Maria đồng ý từ bỏ quyền kế vị ngôi vua Tây Ban Nha cho những người con thứ của Leopold I với đệ tam hoàng hậu: người anh là Đại Công tước Joseph (sinh 1678), về sau nối ngôi Leopold trên cương vị hoàng đế và nhà cai trị của các lãnh địa của nhà Hasburg thuộc Áo, và người em là Đại Công tước Karl (sinh. 1685), người mà Leopold I coi như ứng viên kế vị ngôi vua Tây Ban Nha. Tuy nhiên, sự từ bỏ của Maria Antonia bị nghi ngờ và không được công nhận ở Tây Ban Nha, thay vào đó, Hội đồng quốc gia ủng hộ ứng viên Joseph Ferdinand – cháu cố của Felipe IV – sẽ kế thừa toàn bộ đế chế. Quyền kế vị của hoàng tử Bavaria cũng nhận được sự ủng hộ của các cường quốc hàng hải (Anh và Cộng hòa Hà Lan) mặc dù họ từng đảm bảo với Leopold I về vấn đề kế vị Tây Ban Nha trong liên minh năm 1689, công nahanj rằng Nhà Wittelsbach không phải là mối đe dọa đối với thế cân bằng quyền lực ở châu Âu.
Nếu được chọn, Louis XIV có thể đã can thiệp vào Tây Ban Nha bằng vũ lực, tuy nhiên Chiến tranh Chín năm đã khiến cho quốc khố của Pháp kiệt quệ. Hơn thế nữa, cuộc chiến tranh với người Ottoman của Leopold I tại Balkans đã sắp kết thúc thắng lợi, và Hoàng đế sẽ sớm chuyển sự quan tâm của ông ta về phía tây và củng cố tư cách kế vị ở Tây Ban Nha. Để tìm kiếm một giải pháp thỏa đáng và cũng là tìm sự hỗ trợ, Louis XIV dàn hòa với đối thủ lâu năm của ông ta, William xứ Orange, người hiện là Thống đốc Hà Lan và Vua của Anh (vương hiệu William III). Anh và Cộng hòa Hà Lan cũng có những lợi ích thương mại, chiến lược và lợi ích chính trị của họ trong đế quốc Tây Ban Nha, và họ đều mong muốn lập lại hòa bình. Tuy nhiên, các cường quốc ven biển này đang suy yếu và thế lực của họ cũng bị suy giảm vào thời điểm kết thúc của Chiến tranh Chín năm. Louis XIV và William III, do đó, tìm cách giải quyết vấn đề ở Tây Ban Nha thông qua thương lượng, dựa trên những nghị định phân chia (lúc đầu đều không thông qua triều đình Tây Ban Nha và Áo) có hiệu lực sau khi Carlos II chết.

### Các thỏa thuận phân chia
Hiệp ước phân chia lần thứ nhất, được ký kết giữa Công tước Tallard và Bá tước Portland ngày 26 tháng 9 năm 1698 và được phê chuẩn ngày 11 tháng 10, theo đó các vùng Naples và Sicily, cảng Tuscan, Finale, và Basque thuộc tỉnh Gipuzkoa, được trao cho thái tử Pháp; con trai thứ hai của Leopold I, Đại Công tước Karl, sẽ nhận Lãnh địa Công tước Milan và các vùng phụ cận. Tuy nhiên, hầu hết lãnh thổ đế chế - bao gồm bán đảo Tây Ban Nha, Hà Lan thuộc Tây Ban Nha, Sardinia, và các lãnh thổ hải ngoại – sẽ được trao cho hoàng tử Bavaria, Joseph Ferdinand. Nếu Joseph lên ngôi, ngai vàng Tây Ban Nha vẫn được độc lập khỏi các thế lực của Pháp và Áo, nhưng cậu ta lại qua đời vào tháng 2 năm 1699 đã dẫn đến hiệp ước phân chia thứ hai, được ký kết giữ William III và Tallard ngày 11 tháng 6, sau đó được phê chuẩn bởi Quốc hội Hà Lan ngày 25 tháng 3 năm 1700.

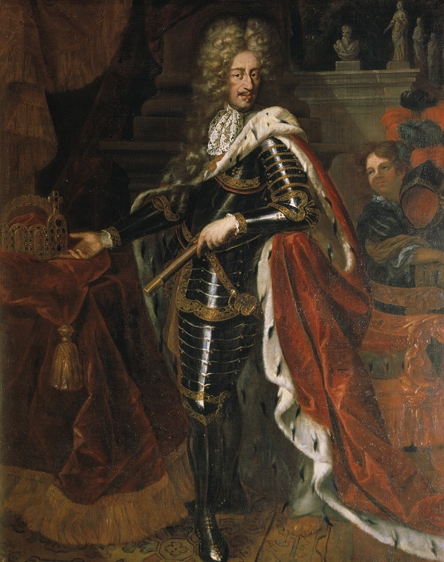
Chân dung của Leopold I, Hoàng đế La Mã Thần thánh (1640–1705). Khuyết danh.

Đế quốc Tây Ban Nha lúc này sẽ được phân chia giữa ba ứng viên còn sống. Theo hiệp ước mới, Đại Công tước Karl sẽ nhận được phần lớn Tây Ban Nha, Hà Lan thuộc Tây Ban Nha, Sardinia, và các lãnh thổ hải ngoại. Thái tử Pháp sẽ nhận Gipuzkoa, và phần còn lại thuộc Tây Ban Nha trên bán đảo Italia, nhưng Milan sẽ được trao đổi với Lãnh địa công tước Lorraine, những vùng này sẽ được nhập vào nước Pháp. Đối với Leopold I, việc chiếm được Tây Ban Nha và hệ thống thuộc địa của nó không thể sánh được với việc giành quyền kiểm soát bán đảo Ý, đặc biệt là Milan, vùng đất mà ông coi là lá chắn cần thiết cho sườn tây nam Áo quốc. Mặc dù Leopold I và các quan đầu triều của ông ta có thể chấp nhận một ố điều trong nghị định, họ lại không đồng ý từ bỏ Italy. Leopold I, vì thế, phản đối Hiệp ước phân chia thứ hai. Đây là những vùng gắn liền với vương triều Habsburg, nhưng giờ đây nếu chống lại sự phân chia lãnh thổ Tây Ban Nha, Hoàng đế cũng hi vọng sẽ tạo được ấn tượng tốt đối với thần dân Madrid, nơi mà ý tưởng phân chia làm người dân ở đây kinh ngạc và tức giận.

Carlos II, Vua của Tây Ban Nha (1665 – 1700). Khuyết danh. Cái chết của ông là khởi đầu của Chiến tranh Kế vị.

Trong suy nghĩ của các quan đại thần Tây Ban Nha, việc bảo vệ đế chế được nguyên vẹn không chia cắt và phải có một ông vua đủ mạnh để đảm bảo sự toàn vẹn đó là rất cần thiết. Việc đảm bảo đế quốc Tây Ban Nha thống nhất dưới thời vị vua kế nhiệm là mục tiêu chính trong những năm cuối đời Carlos II, nhưng các quý tộc, dẫn đầu là Hồng y Portocarrero, biết được rằng quân sự đất nước họ nhờ nhiều vào ân huệ của Pháp và Áo, thiếu lực lượng hải quân, có thể không có hi vọng để hiện thực hóa ước muốn đó. Do đó, Carlos II, đang nằm trên giường bệnh, cùng với các quan, đã ký vào bản di chúc cuối cùng ngày 3 tháng 10 năm 1700, khôi phục quyền kế vị cho Maria Theresa và trao toàn bộ đế quốc cho cháu của Louis XIV, Philippe, Công tước xứ Anjou. Vì Philippe không phải là người đứng đầu danh sách kế vị ở Pháp (sau thái tử và Công tước Burgundy), chính phủ Tây Ban Nha hi vọng rằng thỏa thuận này sẽ đạt được sự đồng thuận của các cường quốc châu Âu, vốn lo sợ về sự thống nhất giữa Pháp-Tây Ban Nha với một ngai vàng duy nhất. Nếu Philippe qua đời hoặc từ chối, ngai vàng sẽ trao cho hoàng đệ của ông ta, Công tước Berry; nếu tất cả họ từ chối, quyền kế vị sẽ thuộc về Đại Công tước Charles.

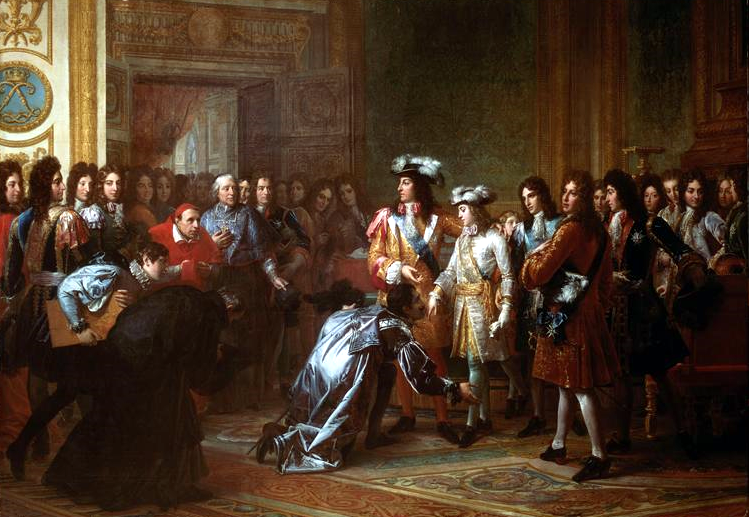
Sự thừa nhận Công tước Anjou là Quốc vương Tây Ban Nha với vương hiệu Felipe V, 16 tháng 11 năm 1700 bởi François Gérard.

Vua Carlos II của Tây Ban Nha chết ngày 1 tháng 11 năm 1700. Louis XIV lúc này đối mặt với tình thế khó xử mà bản thân ông thừa nhận là khó xử. Nếu ông cấm Công tước xứ Anjou chấp nhận ngai vàng Tây Ban Nha và thay vì tôn trọng Hiệp ước phân vùng thứ hai – mà Leopold I đã từ chối công nhận – thì Đại Công tước Charles chắc chắn sẽ là nhà vua Tây Ban Nha và tất cả các thuộc địa, theo chúc thư cuối cùng của Carlos II. Nhà Habsburg sẽ tạo dựng được một sức mạnh rất lớn trong khi Pháp chẳng được gì, và chiến tranh với Tây Ban Nha và Áo là không thể tránh khỏi. Còn chấp nhận chúc thư của Carlos II cũng có nghĩa là chiến tranh với Leopold I, nhưng trong trường hợp như vậy Pháp sẽ có sự ủng hộ của Tây Ban Nha và dòng họ Bourbon sẽ nối đời cai trị vương qốc này. Trong bất kì trường hợp nào nhà vua cũng cho rằng Các cường quốc hàng hải vẫn lo lắng cho hòa binh, và họ sẽ đứng trung lập hoặc tham gia hờ hững, miễn là Pháp và Tây Ban Nha không thống nhất là được. Với lý do như vậy, Louis XIV quyết định chấp nhận ý muốn cuối cùng của Carlos II, và gửi hoàng tôn đến Madrid để lên ngôi trở thành Felipe V của Tây Ban Nha.

## Khởi đầu
Tin tức Louis XIV chấp nhận chúc thư của Carlos II và Hiệp ước phân chia thứ hai mất hiệu lực đã gây ra nỗi lo lớn cho William III, ông cho rằng Felipe V chẳng là cái gì khác hơn một con rối của vua Pháp. Tuy nhiên, ở Anh nhiều ý kiến cho rằng việc chấp nhận các ý muốn của Carlos II sẽ tốt hơn là cái hiệp ước mà trước mắt Pháp sẽ mở rộng lãnh thổ của mình, bao gồm cả việc sáp nhập Napoli và Sicily vào vương quốc Pháp sẽ tạo ra mối đe dọa cho con đường thương mại Levantine của Anh quốc. Sau khi kết thúc Chiến tranh Chín năm, Đảng Bảo thủ - đã kiểm soát Viện thứ dân - tìm cách cuộc chiến và khôi phục các hoạt động thương mai bình thương. Tuy nhiên, đối với William III thì thế lực của Pháp sẽ tăng lên và chiến tranh là khó tránh, và cùng với Anthonie Heinsius, Grand Pensionary của Hà Lan người trên thực tế nắm quyền điều hành nước Hà Lan, ông, đã chuẩn bị để tìm kiếm sự hỗ trợ. William III được cảm thông bởi những hành động của Louis XIV sau đó.

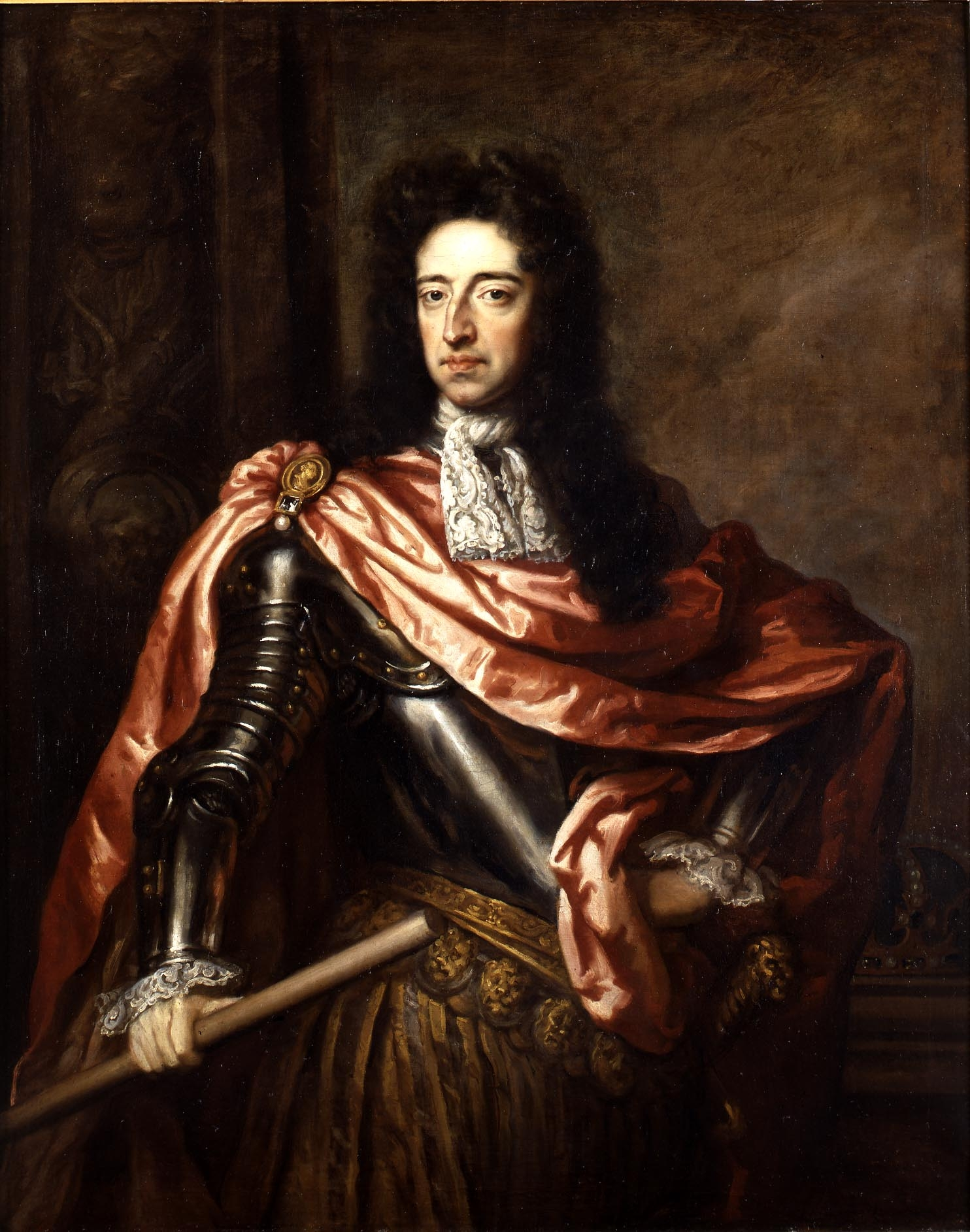
Chân dung nhà vua William III (1650–1702) bởi Godfrey Kneller. William III là đối thủ lâu năm của Louis XIV, nhưng ông lại băng hà trước khi tuyên bố chiến tranh.

Hành động đầu tiên của Louis XIV là chính thức tái công nhận vị trí của Philippe trong danh sách kế vị ở Pháp, bằng cách tuyên bố về quyền thiêng liêng của các vị vua. Điều này dẫn đến một viễn cảnh liên minh cá nhân Pháp-Tây Ban Nha dưới một ngai vàng duy nhất, mâu thuẫn với chúc thư của Carlos II. Tiếp đó, đầu tháng 2 năm 1701 Louis XIV đưa quân đến để bảo đảm quyền kế vị của nhà Bourbon ở Hà Lan thuộc Tây Ban Nha và gửi lực lượng Pháp đến 'Pháo đài' ở Hà Lan mà William III đã giành được sau Hòa ước Ryswick. Đất Hà Lan thuộc Tây Ban Nha có vị trí chiến lược quan trọng đối với người Hà Lan khi đó là vùng đệm giữa Pháp và nền Cộng hòa. Nhưng sự xâm lược của người Pháp cũng đã gây phương hại đến lợi ích thương mại của Hà Lan – những hạn chế đó đến thời điểm này đã đảm bảo vị trí của Cộng hòa ở các vịnh và cửa biển ở những vùng ven biển châu Âu. Phía Anh cũng có những lợi ích của họ ở Hà Lan thuộc Tây Ban Nha, và các bộ trưởng đã công nhận mối nguy hiểm đến từ một kẻ thù ở phía đông eo biển Dover lợi dụng gió thuận lợi và thủy triều, sẽ đe dọa đến Đảo Anh. Sự dời quân của người Pháp đã gây ra áp lực đối với Các cường quốc hàng hải nếu họ công nhận Philip là vua của Tây Ban Nha – điều mà họ đã làm từ trước – nhưng theo quan điểm của William III, việc này sẽ đảo lộn hết các chính sách trong vòng 20 năm trở lại đây.
Louis XIV tiếp tục làm mất lòng Các cường quốc hàng hải khi đề nghị phía Tây Ban Nha cấp ưu đãi đặc biệt cho những thương nhân Pháp buôn bán trong đế chế, từ đó ép chẹt các lái buôn Anh và Hà Lan. Đối với nhiều người, Louis XIV đã một lần nữa đóng vai trò trọng tài ở châu Âu, và ủng hộ một chính sách chiến tranh đang đến gần. Mặc dù tham vọng và động cơ của nhà vua nước Pháp là gì không ai biết rõ, Chính phủ Anh coi như những hành động của Louis XIV là nhằm mở rộng lãnh thổ của ông ta và tìm cách thống trị Tây Ban Nha. Với mối đe dọa từ một thế lực mới sẽ thống trị châu Âu và thương mại ở hải ngoại, London lúc này đã sẵn sàng ủng hộ những cố gắng của William III là liên minh với Hoàng đế và Quốc hội Hà Lan, và bảo vệ quyền Tự do ở châu Âu, tài sản và Hòa bình ở Anh, và để hạn chế quyền lực quá đáng của người Pháp.'

### Leopold I đòi Milan

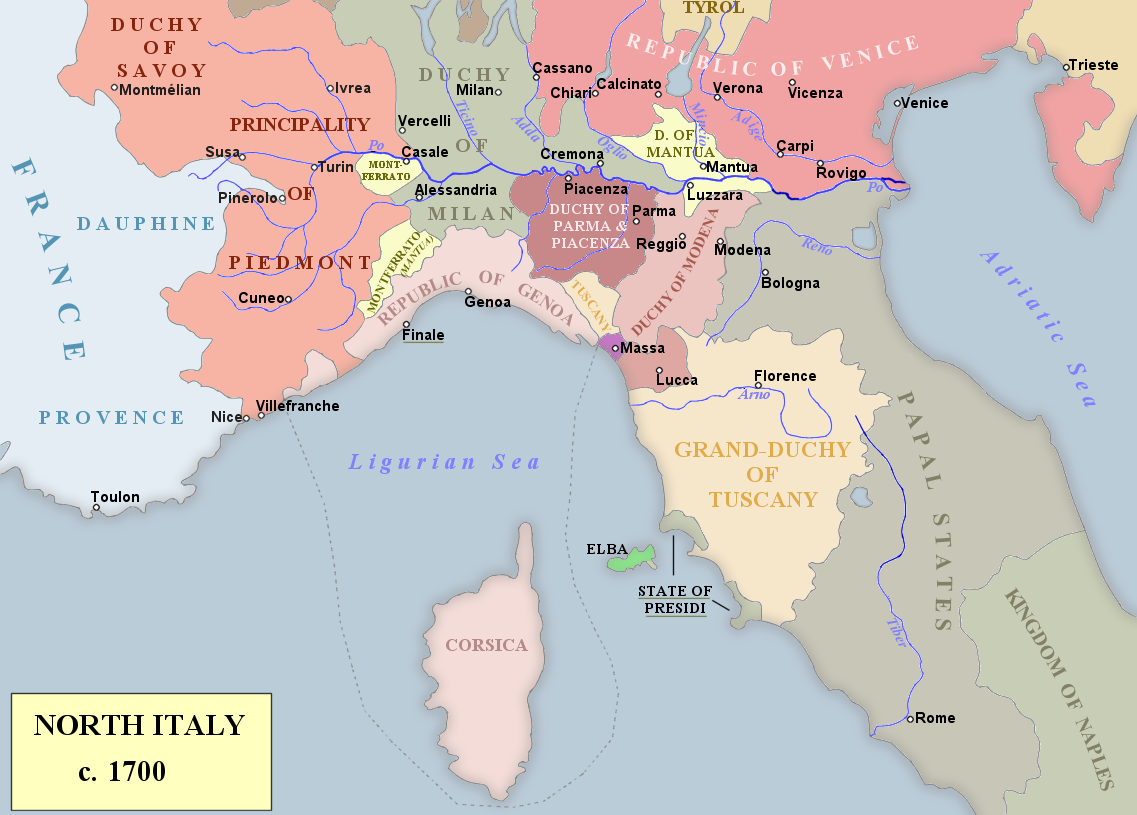
Miền bắc Itali. Tây Ban Nha có các lãnh thổ ở Ý bao gồm Vương quốc Naples và Sicily, Sardinia, Công quốc Milan, Lãnh địa Hầu tước Finale, và cảng Tuscan (bang Presidi).

Ngay từ đầu Leopold I đã bác bỏ bản chúc thư của Carlos II: ông nhất quyết không từ bỏ các lãnh địa Tây Ban Nha ở Ý, nhất là Công quốc Milan vốn được xem là trọng điểm an ninh ở miền nam nước Áo. Trước khi mở đầu cuộc chiến, phía Milan đã đứng về phe Pháp khi phó vương nơi này công nhận Felipe V; và láng giềng của nó là Công quốc Mantua cũng làm như vậy với một thỏa thuận bí mật vào tháng 2, 1701. Cộng hòa Venice, Cộng hòa Genoa, Đại công quốc Toscana, và Công quốc Parma (dưới quyền của Giáo hoàng), đứng trung lập. Ở xa hơn về phía nam, Vương quốc Naples thừa nhận Felipe V là Vua của Tây Ban Nha, cũng như Giáo hoàng Clement XI do khuynh hướng thân Pháp của các Hồng y dưới quyền ông, nên ông đứng trung lập và có phần nghiêng về người Pháp. Chỉ có Modena và Guastalla – những nơi trục xuất quân đội Pháp vào đầu chiến dịch – là ủng hộ hoàng đế.
Nhà lãnh đạo có ảnh hưởng nhất ở miền bắc Italy là Victor Amadeus II, Công tước Savoy, người cũng có khả năng tuyên bố kế vị Tây Ban Nha thông qua bà cố của ông, con gái vua Felipe II của Tây Ban Nha. Cũng như Hoàng đế, Công tước mưu đồ sở hữu Công quốc Milan láng giềng, và ông ta nịnh hót cả Louis XIV và Leopold I để thực hiện những ý đồ riêng của ông ta. Tuy nhiên, việc Công tước Anjou kế vị ngai vàng Tây Ban Nha và sự thống trị của triều Bourbon đã quá rõ ràng, nên ngày 6 tháng 4 năm 1701, Victor Amadeus phải miễn cưỡng liên minh với Pháp. Quân đội Pháp đóng ở Milan lúc bấy giờ được phép đi qua lãnh thổ Savoy. Đổi lại, Công tước nhận được một khoản tiền và danh hiệu là chỉ huy tối cao quân đội Savoy và Bourbon ở Italia (dù chỉ là trên danh nghĩa), mặc dù ông không đưa ra đề nghị gì về lãnh thổ. Liên minh được thắt chặt bằng cuộc hôn nhân giữa Felipe V với cô con gái 13 tuổi của Amadeus, Maria Luisa.
Sự hiện diện của người Pháp ở Italy đe dọa đến an ninh của Áo. Mặc dù chiến thắng gần đây của Leopold I trước quân Thổ đã giúp ông củng cố vùng đất phía đông, ông chuyển sang con đường ngoại giao khôn khéo hơn. Vì thế tháng 5 năm 1701, trước khi tuyên bố chiến tranh, Leopold I gửi Hoàng thân Eugene xứ Savoy đi ngang qua Alps để bảo vệ lãnh địa Công tước Milan bằng binh lực. Đầu tháng 6 quân của Eugene gồm 30,000 người đã vượt qua những ngọn núi vào lãnh địa trung lập Venice, và ngày 9 tháng 7 ông đánh bại một chi đội từ quân của Nguyên soái Catinat's tại Trận Carpi; sau đó là một chiến thắng khác vào ngày 1 tháng 9 trước người kế nhiệm của Catinat, Nguyên soái Villeroi, tại Trận Chiari. Eugene đã chiếm giữ nhiều lãnh thổ thân Pháp, mặc dù chiến thắng các của ông nhưng ông không được nhiều sự trợ giúp từ Vienna. Sự sụp đổ của lòng tin từ chính quyền dẫn đến Leopold I tháo hết quân đội, khi buộc Eugene vào làm theo những chính sách trái với bình thường. Ngày 1 tháng 2 năm 1702 ông tấn công tổng hành dinh của người Pháp tại Cremona. Cuộc tấn công cuối cùng thất bại, nhưng Villeroi bị bắt sống (sau được thả ra), khiến người Pháp lùi về sau Adda. Nhà Bouborn vẫn chiếm giữ Công quốc Milan, tuy nhiên người Áo đã chứng minh họ có thể và sẽ chiến đấu để bảo vệ lợi ích của họ, và sự thành lập một liên minh với Anh và Cộng hòa Hà Lan.

### Đại Liên minh tái lập

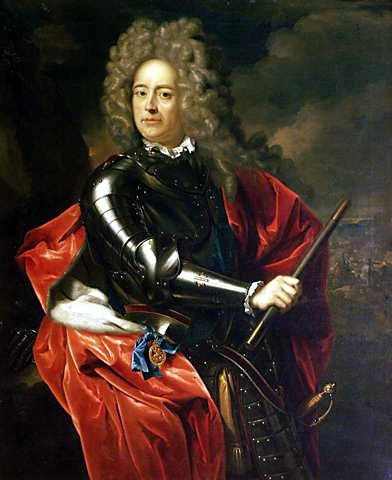
Chân dung của John Churchill, Công tước Marlborough (1650–1722) bởi Adriaen van der Werff.

Các cuộc đàm phán bắt đầu tại The Hague vào tháng 3 năm 1701. Mặc dù có những phản kháng ban đầu, William III, bây giờ đã gần chết, giao cho Bá tước Marlborough làm người kế nhiệm ông về chính trị và quân sự, bổ nhiệm ông làm Đại sứ đặc biệt tại The Hague và chỉ huy trưởng lực lượng Anh và Scotland tại Vùng đất thấp. Heinsius đại diện cho Hà Lan trong khi Bá tước Wratislaw, đại sứ đế quốc ở London, đàm phán thay mặt cho Hoàng đế. Cuộc đàm phán với đại sứ Pháp, Bá tước d'Avaux, xoay quanh số phận của chế độ quân chủ Tây Ban Nha, các cuộc xâm nhập của quân Pháp vào Hà Lan thuộc Tây Ban Nha và Lãnh địa Công tước Milan, và các đặc quyền thương mại cấp cho thương nhân Pháp tại các cường quốc hàng hải. Những cuộc đàm phán này không đi đến kết quả gì, và họ giải tán đầu tháng 8. Tuy nhiên, các cuộc thảo luận để thành lập liên minh chống Pháp giữa Anh, Cộng hòa Hà Lan, và Áo đã có những bước tiến đáng kể, kết quả là việc ký Hiệp ước thứ hai của Đại Liên minh (hay, Hiệp ước The Hague) ngày 7 tháng 9. Mục tiêu tổng thể của Liên minh khá mơ hồ: không có đề cập đến việc Đại Công tước Karl lên ngai vàng Tây Ban Nha, nhưng Hoàng đế sẽ nhận được sự hài lòng 'công bằng và hợp lý' cho việc kế thừa ngôi vua Tây Ban Nha, và ý kiến rằng vương quốc Pháp và Tây Ban Nha vẫn độc lập với nhau là trọng tâm của thỏa thuận.

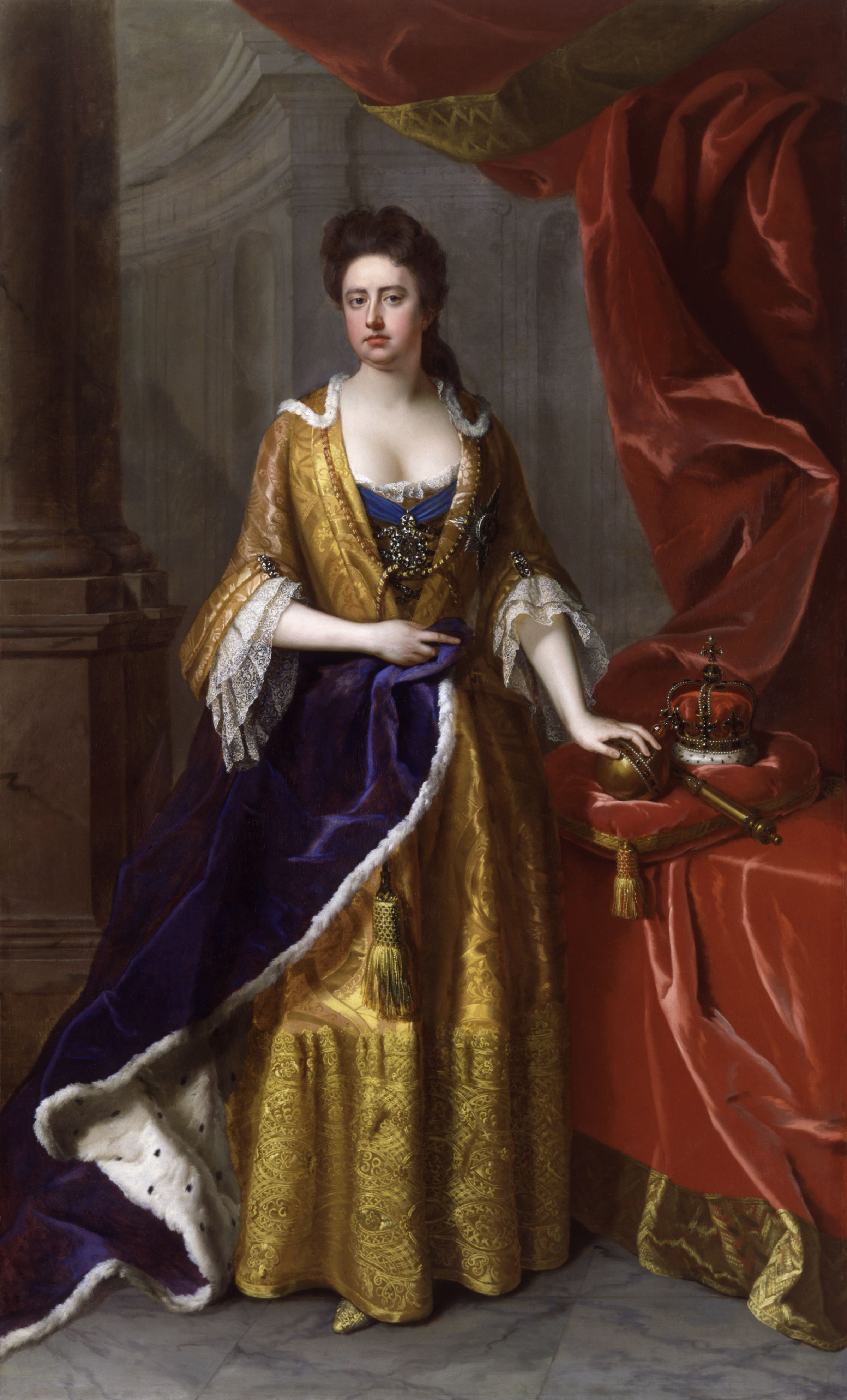
Anne I của Đại Anh (1665–1714) bởi Michael Dahl c. 1705.

Ngay cả sau sự hình thành của Đại liên minh nhà vua Pháp tiếp tục phản kháng. Ngày 16 tháng 9 năm 1701, vị vua Công giáo James II của Anh (VII of Scotland) – lưu vong ở Saint-Germain từ sau 'Cách mạng Vinh quang' – chết. Mặc dù đã từ bỏ phe Jacobites tại Hiệp ước Ryswick, Louis XIV sớm công nhận con trai Công giáo của James II, James Francis Edward Stuart, là Vua 'James III' của Anh. Triều đình Pháp khẳng định việc cấp cho James danh hiệu vua chỉ là hình thức, nhưng các Bộ trưởng Anh đã hoài nghi và bất bình. Tuyên bố của Louis XIV dường như là thách thức đối với Nghị viện và Đạo luật Định cư, vào lúc cái chết của người con trai còn sống duy nhất Anne đã thay đổi thứ tự kế vị ngôi vua Anh về cho Thái phu nhân Sophia của Hannover (cháu ngoại của James VI/I) và những người thừa kế Kháng Cách của bà. Hệ quả là, sự bảo đảm sự thừa kế của người Tin Lành được công nhận bởi Đại Liên minh như một trong những mục tiêu chính của người Anh trong cuộc chiến.
Ngày 19 tháng 3 năm 1702, William, Vua của Anh và Thống đốc Hà Lan, băng. Anne lên kế tự ngai vàng và cùng lúc đó đảm bảo trước Hội đồng Cơ mật hai mục tiêu chính của bà: duy trì quyền kế vị của phe Tin Lành, và hạn chế quyền lực của Pháp. Sự kế nhiệm của Anne cũng đảm bảo địa vị của Marlborough: bà tấn phong ông ta làm Tổng chỉ huy các lực lượng của bà ở trên bộ (cùng với những sự đề bạt khác), trong khi Sarah, vợ của Marlborough và là bạn lâu năm với Anne, được giao các vị trí chủ chốt trong gia đình hoàng gia. Nữ hoàng cũng dùng lại người cố vấn thân cận của bà (và bạn của Marlboroughs), Sidney Godolphin, và bổ nhiệm ông làm Đại Thủ Quỹ. Ở Cộng hòa Hà Lan, cái chết của William dẫn đến giai đoạn gọi là Thời kì không Thống đốc thứ hai, và hầu hết các tỉnh chống lại nhà Orange, Cộng hòa, phe ưa chuộng hòa bình đã lấy được ưu thế. Tuy nhiên trái với kì vọng ban đầu của người Pháp chế độ mới thông qua nhiều chính sách đối ngoại của. Sự thống trị của người Pháp ở Hà Lan thuộc Tây Ban Nha bị coi là một mối đe dọa trực tiếp đến sự tồn tại của nền Cộng hòa và nền thương mại của nó, và thương gia ở Amsterdam lo sợ cho nhiều đặc quyền của họ ở Tây Ban Nha và Mỹ thuộc Tây Ban Nha sẽ rơi vào sự kiểm soát của người Pháp. Do đó, nhiều chính sách hàng động trong những năm cuối William vẫn được giữ lại, bao gồm Heinsius giàu kinh nghiệm có mối quan hệ cá nhân với Marlborough là nền tảng cho sự thành công của Đại Liên minh trong giai đoạn đầu của cuộc chiến.
Khi mà không có bước ngoặt nào về ngoại giao kể từ sau khi ký Hiệp ước thứ hai của Đại Liên minh, Anh, Cộng hòa Hà Lan, và Áo tuyên chiến với Pháp vào ngày 15 tháng 5 năm 1702.

## Lãnh đạo, chiến lược và lực lượng chiến đấu

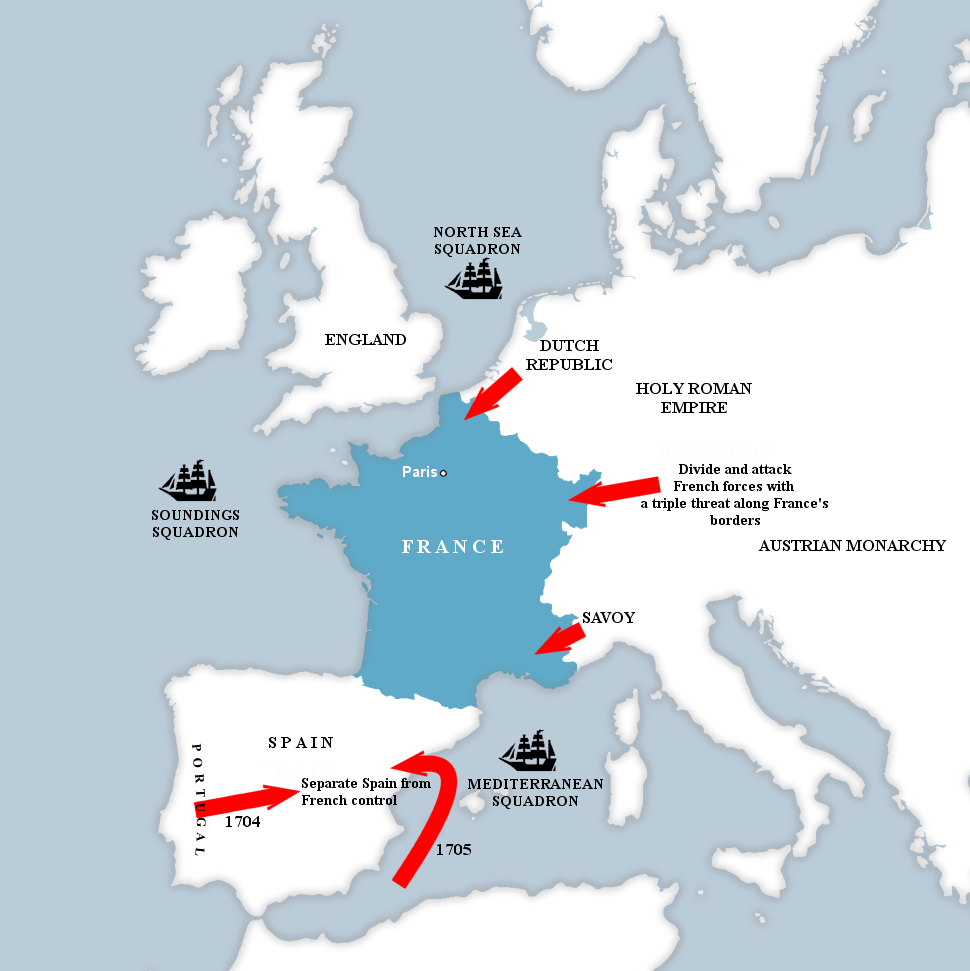
Đánh bại quân Pháp đòi hỏi sự nỗ lực liên minh, va bằng cách tấn công Louis XIV trên nhiều mặt trận phe Liên minh đã buộc người Pháp phân chia các lực lượng quân đội trọng yếu của họ đi khắp nơi.

Đối với Anh, vấn đề Tây Ban Nha không phải mối quan tâm chính, nhưng sự tăng cường quyền lực của Pháp và khả năng họ sẽ thống trị châu Âu bị xem là mối đe dọa hàng đầu cho lợi ích của người Anh ở trong và ngoài nước. Cách tốt nhất để đạt được mục tiêu của nước này là nguyên cớ của cuộc tranh luận căng thẳng. Nói chung, Đảng Bảo thủ tránh chiến tranh trên lục địa với sự đồng tình một 'chính sách blue water' nơi Hải quân hoàng gia tiến hành chiến tranh ngăn chặn nguồn thương mại của Pháp và Tây Ban Nha trên biển trong khi cùng lúc đó bảo vệ và mở rộng thương mại cho Anh. Phe Bảo thủ coi chuyện phải đem quân đánh lên lục địa là khá tốn kém, và sẽ chỉ có lợi cho phe Liên minh hơn là cho Anh. Ngược lại, Đảng Whigs và các ông trùm tài chính ở London những người sẽ thu được nhiều lợi ích nhất nếu chiến dịch được tổ chức trên lục địa, ủng hộ tấn công lên bộ, và lập luận rằng chỉ mình hải quân sẽ không bao giờ thắng nổi Louis XIV. Các cuộc tranh luận về chuyện sử dụng nguồn lực của người Anh như thế nào sẽ tồn tại trong suốt cuộc chiến, nhưng sức mạnh tài chính của nước này giúp nó triển khai một số chiến lược, quan trọng nhất trong số đó là khả năng tấn công nước Pháp trên nhiều mặt trận. Tuy nhiên, đánh bại được Louis XIV là vượt quá khả năng của một thành viên duy nhất trong liên minh, và vì thế tất cả chiến lược đòi hỏi sự hợp tác chặt chẽ về thương mại và chính trị giữa Anh và Cộng hòa Hà Lan để cùng nhau có được một quân đội hiệu quả trên chiến trường và duy trì mối quan hệ tốt với các thành viên liên minh ở châu Âu, chủ yếu là Đức, nơi các vương hầu có thể cung cấp quân đội đánh thuê cho họ.

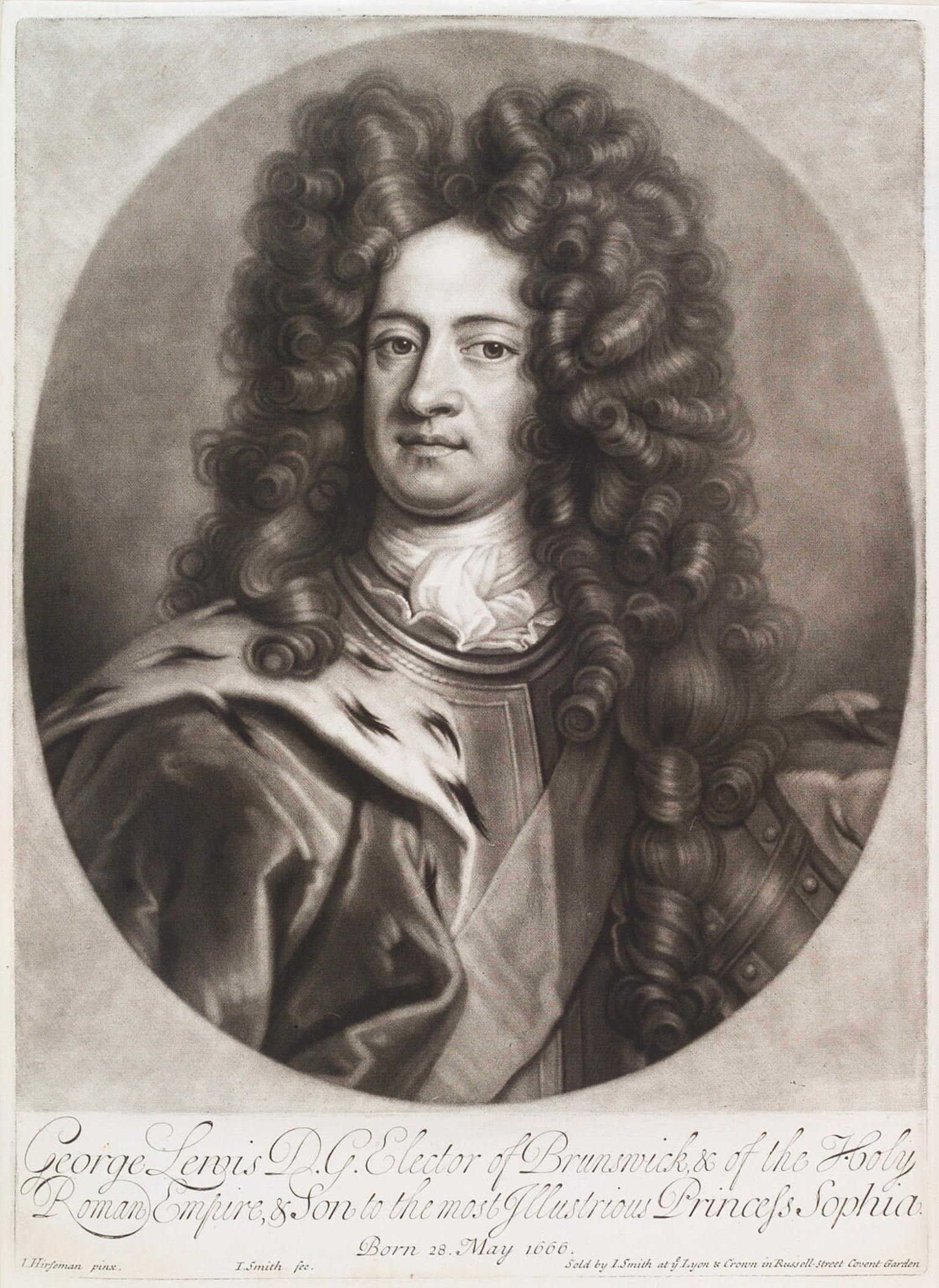
Vua George I khi còn là Tuyển đế hầu Hanover (1660–1727). Khắc bởi John Smith, 1706.

Phần nhiều các thành bang ở Đức (bao gồm Hesse-Kassel, Hesse-Darmstadt, Palatinate, Münster, Baden) đã chiến đấu để giành lại một vài vùng lãnh thổ cũ của Thánh chế La Mã thuộc Alsace và Lorraine, và do đó đảm bảo một Rào cản của Đức mạnh mẽ ở biên giới phía tây của đế chế. Tuy nhiên, nhiều người trong số những nhà lãnh đạo có ảnh hưởng lớn ở Đức lại có những chiến lược khác và quyền lợi khác trong cuộc chiến, và ưu tiên đưa quân của hộ hỗ trợ Anh-Hà Lan để đổi lấy trợ cấp hàng năm. Georg Luwig, Tuyển đế hầu Hanover, đang háo hức củng cố địa vị của ông ở Anh là người kế vị Nữ vương Anne, trong khi Friedrich August xứ Saxony – cũng là Vua của Ba Lan – có những chiến lược riêng trong Đại chiến phương bắc chống lại Karl XII của Thụy Điển. Tuyển đế hầu xứ Brandenburg-Phổ – người nhận được sự chấp thuận của Leopold I khi đã công nhân ông ta làm Friedrich I, Vua ở Phổ, cũng là một thành viên trong Đại Liên minh – cung cấp lực lượng 12,000 người vào đầu cuộc chiến, nhưng sự tham gia của ông chỉ có thể được đảm bảo bằng sự nhượng bộ về tài chính và lãnh thổ. Frederik IV của Đan Mạch cũng cung cấp quân đổi để đổi lấp tiền trợ cấp, mặc dù ông không bao giờ chính thức tham gia chiến tranh chống lại Pháp.

## Giai đoạn thứ nhất: 1701–1703

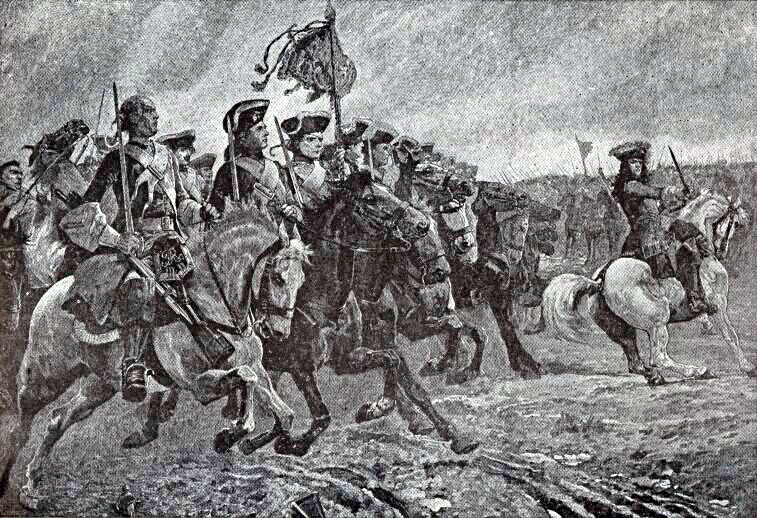
Công tước Villars chỉ huy đoàn quân kỵ binh của ông đến với chiến thắng ở trân Friedlingen.

Năm 1702, Vương công Eugene chiến đấu ở Ý, nơi quân Pháp do công tước Villeroi chỉ huy. Eugene đánh tan tác quân Pháp và bắt sống Villeroi ở trận Cremona ngày 1 tháng 2. Villeroi được Pháp thay bằng công tước Vendôme. Vendôme và Eugene coi như hòa nhau trong trận Luzzara diễn ra vào tháng 8. Sau đó Vendôme giành được một số lợi thế đáng kể, nhưng vẫn không thể đẩy Eugene khỏi Ý.
Trong lúc đó, Công tước Marlborough chỉ huy lực lượng liên quân Anh, Hà Lan và Đức ở vùng đất thấp. Tại đây, ông chiếm được một số pháo đài quan trọng, đáng kể nhất có Liège. Trên sông Rhine, Quân đội Đế quốc La Mã Thần thánh do Louis, bá tước của Baden-Baden chỉ huy chiếm được Landau vào tháng 9, nhưng mối đe dọa với vùng Grand Est được giảm bớt sau khi Maximilian II Emanuel, Tuyển hầu tước của Bayern bước vào cuộc chiến đứng về phía Pháp. Louis của Baden-Baden buộc phải rút lui dọc theo sông Rhine. Tại đó, ông bị quân đội Pháp do Claude Louis Hector de Villars chỉ huy đánh bại ở trận Friedlingen - nhưng đây là một chiến thắng kiểu Pyrros của quân Pháp. Trên biển, đô đốc Anh Sir George Rooke giành được một thắng lợi quan trọng, trận vịnh Vigo, cướp được nhiều tấn bạc và dẫn tới sự hủy diệt hoàn toàn của hải đội trở hàng hóa và châu báu từ thuộc địa của Tây Ban Nha.
Sang năm sau, danh tướng Marlborough chiếm được Bon và buộc Tuyển hầu tước của Cologne phải lưu vong, nhưng ông lại không thể chiếm được Antwerp. Quân Pháp giành được nhiều chiến thắng ở Đức. Liên quân Pháp - Bayern do Villars và Max Emanuel của Bayern đánh bại Quân đội Đế chế La Mã Thần thánh do Louis của Baden và Hermann Styrum chỉ huy. Tuy nhiên, sự thận trọng của Max Emanuel khiến liên quân Pháp - Bayern không thể tiến thẳng tới kinh thành Viên. Và, Quân đội của Styrum đã được cứu vãn nhờ một cuộc lui binh hiển hách do một danh tướng của Quân đội Phổ và liên quân chống Pháp là Leopold I xứ Anhalt-Dessau - tức "Ông già Dessau" - thực hiện sau trận Höchstädt lần thứ nhất. Sự bất đồng ý kiến dẫn tới việc Villars từ chức. Quân Pháp, giờ do Camille de Tallard chỉ huy, tiếp tục giành chiến thắng ở miền nam Đức sau khi Villars từ chức. Các chỉ huy Pháp vạch ra một kế hoạch đầy tham vọng, dự kiến sẽ đánh chiếm kinh đô nước Áo trong năm 1703. Tuy nhiên, vào cuối năm 1703, quân Pháp gặp bất lợi khi Bồ Đào Nha và xứ Savoy trở cờ sang phe đế chế. Người Anh, trước giờ vẫn cho rằng Philip có thể kế vị Tây Ban Nha, giờ quyết định rằng các lợi ích thương mại của họ sẽ được bảo đảm hơn nếu Đại Công tước Karl của Áo được kế vị Tây Ban Nha.

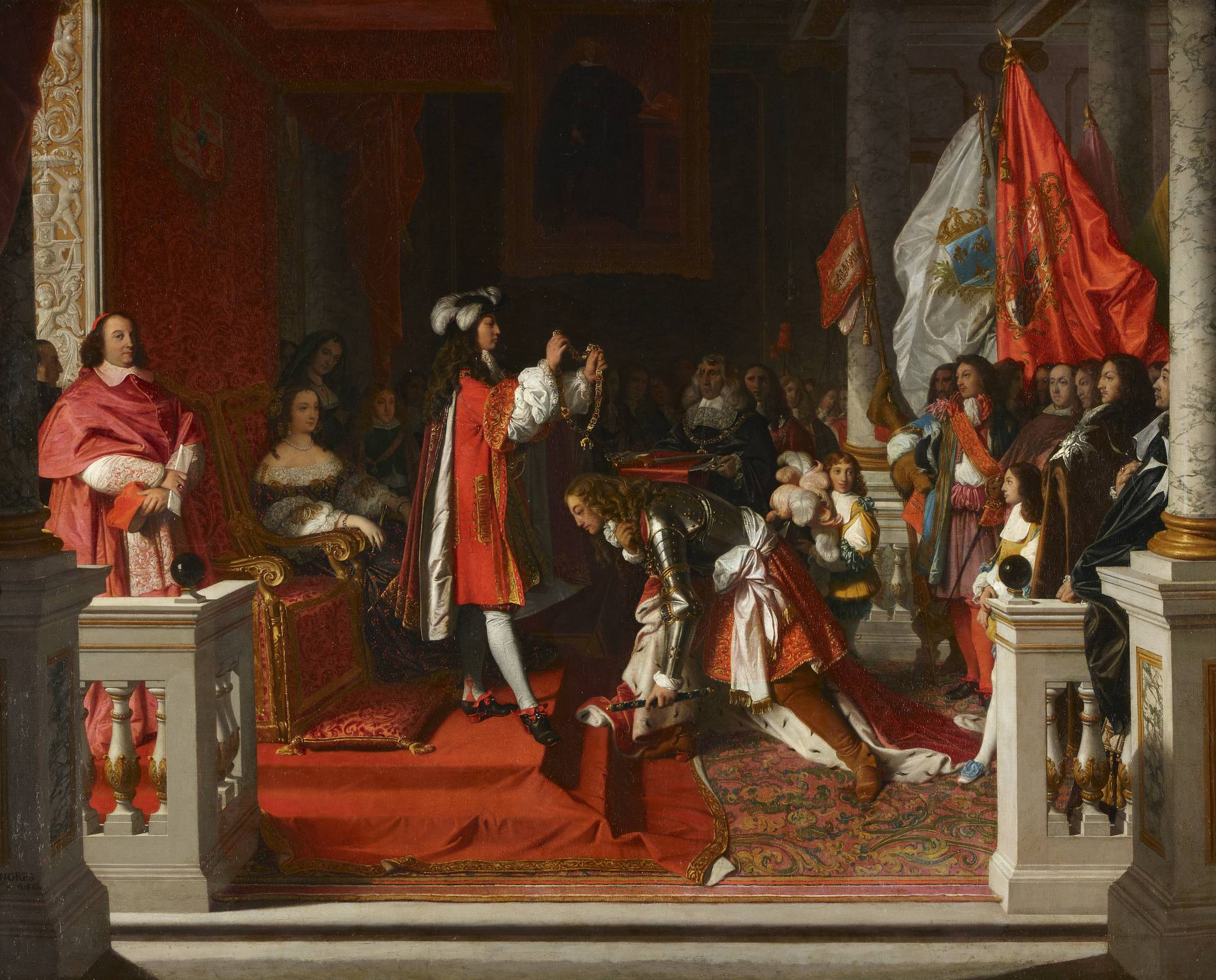
Vua Tây Ban Nha Felipe V phong tước cho James FitzJames thành quý tộc Pháp sau khi ông đánh bại liên quân ở trận Almanza. Jean Dominique Auguste Ingres vẽ.

## Giai đoạn thứ hai: 1704–1709
Năm 1704, kế hoạch của Pháp là sử dụng quân đội của Villeroi ở Hà Lan để kiềm chế Marlborough. Còn Tallard và liên quân Pháp - Bayern do Max Emanuel và Ferdinand de Marsin, người thay thế Villars, chỉ huy, sẽ tiến đến kinh thành Viên.
Marlborough, bất chấp mong muốn của người Hà Lan đóng quân giữ vùng đất thấp, dẫn liên quân Anh-Hà Lan về miền nam Đức. Trong khi đó, Eugène chỉ huy quân Áo tiến về phía bắc từ Ý. Mục tiêu của những kế hoạch này là ngăn liên quân Pháp-Bayern tiến đến thành Viên. Đạo quân của hai danh tướng Marlborough và Eugène chạm trán quân Pháp do Tallard chỉ huy trong trận đánh lớn tại Blenheim (Còn gọi là trận Höchstädt lần thứ hai) với thắng lợi oanh liệt cho Marlborough và Eugène, loại quân Bayern khỏi vòng chiến. Xứ Schwaben cũng rơi vào tay liên quân chống Pháp. Trong trận đánh tại Blenheim, "Ông già Dessau" tức Leopold I xứ Anhalt-Dessau đã đóng vai trò không nhỏ đối với chiến thắng oanh liệt của liên quân chống Pháp. Trong năm đó, Quân đội Anh giành được một thắng lợi quan trọng khi kiểm soát được Gibraltar ở Tây Ban Nha với sự trợ giúp của quân đội Hà Lan do hoàng tử George của Hesse-Darmstadt, đại diện cho Đại Công tước Karl, chỉ huy.
Sau đại thắng tại Blenheim, Marlborough và Eugène chia quân ra làm hai nhánh. Marlborough trở về vùng đất thấp, rồi sau đó là Ý. Năm 1705, chiến sự diễn ra cầm chừng khi không bên nào giành được tiến bộ đáng kể. Những nỗ lực xâm lấn nước Pháp của Marlborough không đi tới đâu. Ông chặn được Villeroi và vượt qua phòng tuyến Brabant ở trận Elixheim, ông không lừa được tư lệnh quân Pháp ra chiến trường. Villars và Louis của Baden không đạt được thắng lợi nào đáng kể tại Rhine. Tình hình của Vendôme và Eugene tại Ý cũng thế. Thế bế tắc bị phá vỡ vào năm 1706 khi Marlborough đẩy được quân Pháp ra khỏi hầu hết lãnh thổ Hà Lan thuộc Tây Ban Nha, đánh bại quân của Villeroi ở trận Ramilles vào tháng 5 và sau đó chiếm được cả Antwerp và Dunkirk thuộc Pháp. Hoàn thân Eugene cũng thành công. Tháng 9, sau khi Vendôme phải đến Hà Lan để cứu vãn tình hình ở đó, Eugene và công tước của Savoy gây ra một thất bại nặng nề cho quân Pháp do Orleans và Marsin chỉ huy ở trận Turin vào cuối năm đánh đuổi quân Pháp khỏi Ý. Trong trận thắng tại Turin, "Ông già Dessau" đã tham chiến cùng với Vương công Eugène de Savoie-Carignan.
Giờ đây, khi quân Pháp đã bị đẩy ra khỏi Đức, Hà Lan và Ý, Tây Ban Nha trở thành chiến trường chính trong các năm tiếp theo. Năm 1706, tướng Bồ Đào Nha Marquês das Minas chỉ huy một cuộc tấn công vào Tây Ban Nha từ Bồ Đào Nha, chiếm được Madrid. Tuy nhiên, vào cuối năm, Madrid bị tái chiếm bởi quân đội do vua Felipe V và James FitzJames, Công tước thứ nhất của Berwick upon Tweed (con trai ngoài giá thú của cựu vương Anh Quốc James II, phục vụ cho quân đội Pháp) chỉ huy. Henri de Massue, tử tước thứ nhất của Galway chỉ huy một cánh quân định đánh chiếm Madrid một lần nữa năm 1707, nhưng Berwick đã đánh bại ông này ở trận Almansa ngày 25 tháng 4. Do đó, cuộc chiến ở Tây Ban Nha rơi vào thế giằng co.

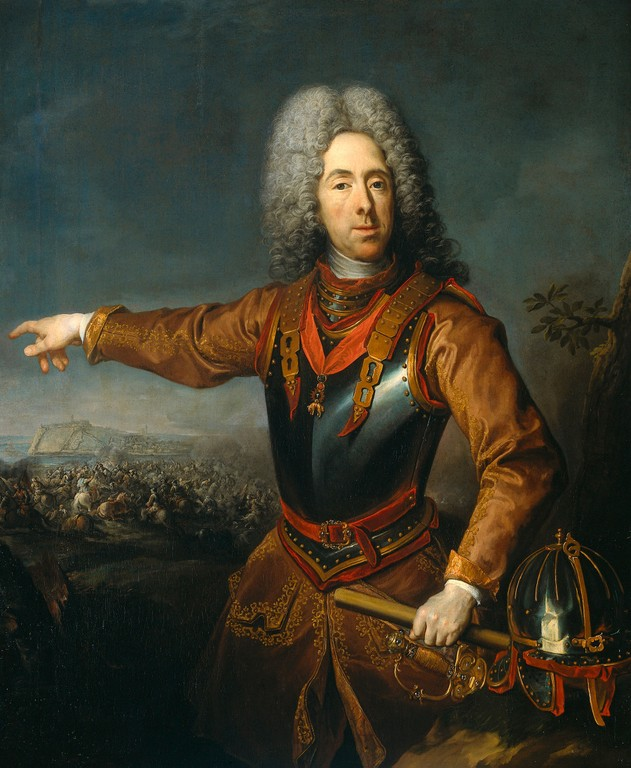
Vương công Eugène de Savoie-Carignan do Jacob van Schuppen vẽ. Vương công Eugène là vị thống soái xuất sắc nhất trong các chỉ huy của phe Habsburg. Ông chiến đấu bên cạnh Marlborough ở trận Malplaquet.

Năm 1707, cuộc chiến bị gián đoạn bởi cuộc Đại chiến phương bắc ở Bắc Âu. Quân đội Thụy Điển dưới sự chỉ huy của vua Karl XII tới vùng Sachsen, sau khi ông đánh tan tác quân của Tuyển hầu tước xứ Sachsen kiêm vua Ba Lan là August II, và buộc ông này phải từ bỏ ngai vàng tại Vương quốc Ba Lan và Đại Công quốc Litva. Cả hai phe Pháp và Liên quân chống Pháp đều gửi sứ thần tới nơi Karl XII đóng quân. Người Pháp hi vọng thuyết phục ông phát đại binh đánh Hoàng đế Joseph I của Đế chế La Mã thần thánh, vì ông này từng có tiền sử là người ủng hộ của Augustus. Tuy nhiên, Karl XII, tự coi mình là một minh chủ tối cao của đức tin Tin Lành ở châu Âu, rất ghét Louis XIV và không hứng thú với cuộc chiến tranh ở Tây Âu. Ông tập trung sự chú ý của mình sang nước Nga, chấm dứt khả năng quân Thụy Điển có thể can thiệp vào cuộc chiến.
Sau đó năm 1707, Vương công Eugène chỉ huy một đợt tấn công của quân đế chế ở miền nam Pháp từ Ý, nhưng bị quân Pháp chặn lại. Cùng lúc, Marlborough vẫn đóng quân ở vùng đất thấp, nơi ông mắc kẹt trong những trận công thành không bao giờ kết thúc. Vào năm 1708, Quân đội của Marlborough đụng độ quân Pháp. Lúc này quân Pháp bị chia rẽ bởi vấn đề chỉ huy. Những viên tư lệnh của họ, Hoàng thái tử Louis (1682-1712) (cháu của vua Louis XIV) và Công tước của Vendôme không hòa thuận. Hoàng thái tử Louis thường đưa ra những quyết định quân sự thiếu khôn ngoan.
Do Bourgogne cứ khăng khăng không cho Quân đội Pháp tiến công, Công tước của Marlborough một lần nữa có thể họp binh với Vương công Eugène, giúp cho liên quan chống Pháp đập tan tác quân Pháp trong trận đánh tại Oudenarde, sau đó chiếm lĩnh được Lille. Tại Ý, Quân đội Áo tấn công các thành phố như Forlì (1708).
Những chiến bại thảm hại tại Oudenarde và Lille đưa nước Pháp đến bờ vực sụp đổ. Vua Louis XIV buộc phải thương lượng; ông sai quan Thượng thư Bộ Ngoại giao là Hầu tước Torcy đến diện kiến các thống lĩnh liên quân chống Pháp tại The Hague. Nhà vua đồng ý nhượng Tây Ban Nha và tất cả các lãnh thổ của nó cho các nước chống Pháp, chỉ yêu cầu họ cho phép ông được quyền giữ lấy xứ Napoli (ở Ý). Không những thế, ông còn chuẩn bị cung cấp tiền hỗ trợ cho liên quân chống Pháp đánh đuổi Felipe V ra khỏi Tây Ban Nha. Tuy nhiên, các nước chống Pháp áp đặt lên Louis XIV những điều khoản tệ hại hơn; họ yêu cầu ông dùng Quân đội Pháp để hạ bệ người cháu của chính mình. Nhưng Louis từ chối yêu cầu này, và quyết định tiếp tục đấu tranh cho đến khi nhận lấy kết thúc bi thảm. Ông kêu gọi nhân dân Pháp đấu tranh, và có được hàng nghìn tân binh.
Vào năm 1709, liên quân chống Pháp tiến hành ba cuộc chinh phạt Pháp, nhưng hai trong số các cuộc chinh chiến đó thật quá nhỏ bé đến mức chúng chỉ mang tính chất của những cuộc nghi binh. Khi Marlborough và Eugène họp binh đánh kinh thành Paris thì họ tiến hành một cuộc chinh chiến lớn hơn. Họ trạm chán với quân Pháp của Công tước Villars trong trận đánh tại Malplaquet - trận đánh khốc liệt nhất trong cuộc chiến. Mặc dù liên quân chống Pháp đè bẹp quân Pháp, họ mất đến hơn 2 vạn binh sĩ, trong khi quân Pháp chỉ mất có 1 vạn binh sĩ. Liên quân chống Pháp chiếm được Mons nhưng họ không thể phát huy thế thượng phong của mình. Trận đánh tại Malplaquet là một bước ngoặt trong cuộc chiến tranh; dù thắng trận, liên quân chống Pháp không thể tiếp tục tiến đánh nước Pháp, do chịu tổn thất quá nặng nề. Hoàng thái tử nước Phổ là Friedrich Wilhelm đã tham chiến với danh tướng Leopold xứ Anhalt Dessau và liên quân chống Pháp trong trận đánh tại Malplaquet, và sau này ông sẽ là vua Friedrich Wilhelm I - vị vua có công xây dựng lực lượng Quân đội Phổ tinh nhuệ.

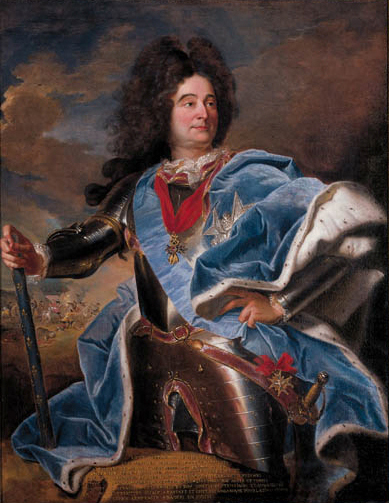
Thống chế Villars (1653–1734) đã giành lại thế thượng phong của quân Pháp trong cuộc Chiến tranh Kế vị Tây Ban Nha. Ông là vị thống soái thành công nhất của vua Louis XIV trong cuộc chiến tranh này.

## Giai đoạn cuối: 1710–1714

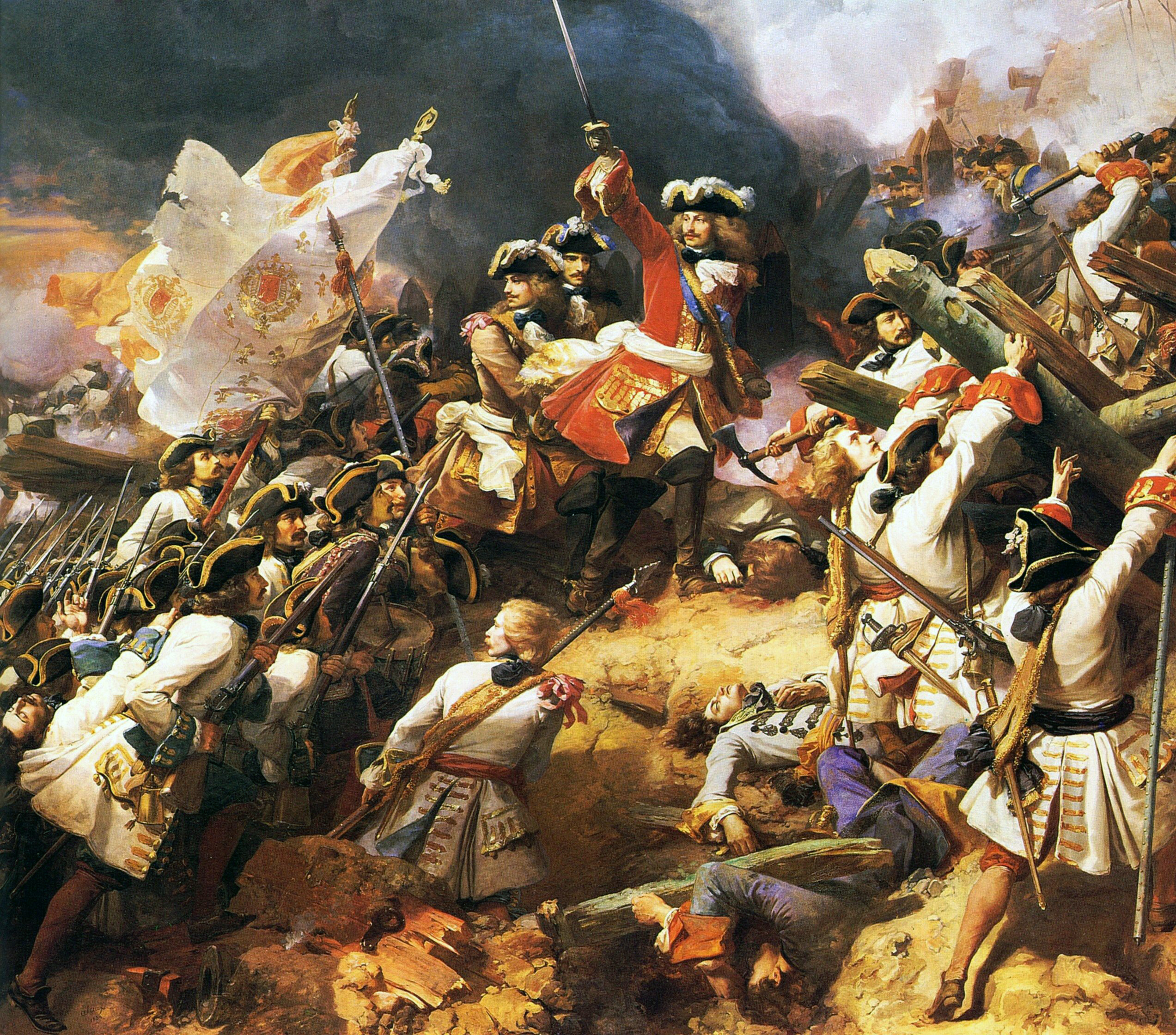
Thống chế Villars kéo quân Pháp xông lên trong trận Denain. Tranh sơn dầu trên vải bạt, 1839.

Vào năm 1710, liên quân chống Pháp tiến hành cuộc chinh chiến cuối cùng tại Tây Ban Nha, nhưng không khả thi. Bá tước James Stanhope cùng Đại Công tước Karl kéo quân đến kinh thành Madrid, nhưng viện binh Pháp kéo đến và bắt đội quân của Stanhope phải đầu hàng tại Brihuega. Trong khoảng thời gian đó, liên minh chống Pháp cũng bắt đồng suy yếu. Tại Anh Quốc Ảnh hưởng chính trị lớn lao của Marlborough đã mất đi: tiếc thay, tình bạn giữa vợ ông và Nữ vương Anne - nguyên nhân của phần lớn ảnh hưởng chính trị của ông - không còn nữa, với việc Nữ vương Anne cách chức Công nương của Marlborough và tống khứ bà ra khỏi cung đình. Không những thế, Đảng Tory lên làm Đảng cầm quyền sau khi Whig - một Đảng ủng hộ chiến tranh - mất chức, và Đảng Tory tìm kiếm hòa bình.
Vào năm 1711, Đại Công tước Karl lên ngôi Hoàng đế Karl VI sau khi vua anh Joseph I đột ngột qua đời. Trong thời điểm này, một chiến thắng quyết định của nước Áo trong việc thống nhất Đế quốc La Mã Thần thánh với Vương quốc Tây Ban Nha, sẽ làm thay đổi cán cân quyền lực, cũng như nếu Pháp chiến thắng.
Marlborough giành chiến thắng về chiến lược trước Villars, phá vỡ các phòng tuyến của quân Pháp tại Ne Plus Ultra và chiếm được Bouchain, nhưng ông lại bị gọi về Anh Quốc cuối năm đó, và được thanh thế bởi Công tước thứ hai của Ormonde. Triều đình Anh, theo đường lối của quan Khâm sai Thượng thư Henry St John, bắt đầu trao đổi thư từ bí mật với Hầu tước Torcy, loại trừ người Hà Lan và Áo ra khỏi các cuộc đàm phấn của họ. Công tước của Ormonde cũng từ chối cho Quân đội Anh xông pha trên trận tiền, do đó uy lực của quân Pháp của tướng Villars cũng được phục hồi đáng kể vào năm 1712, thể hiện qua việc ông ta chuyển tình thế tuyệt vọng thành chiến thắng trước Vương công Eugène de Savoie-Carignan trong trận Denain. Sau thắng lợi tại Denain, Villars tiếp tục phát huy lợi thế của ông ta và gặt hái được thắng lợi. Đồng thời, Quân đội Pháp giành chiến thắng tại Tây Ban Nha, và chiếm được Barcelona.
Cũng như cuộc Chiến tranh Bảy năm (1756 - 1763), nước Anh đã rời bỏ các đồng minh của họ. Họ và Hà Lan kết thúc chiến tranh với Pháp khi họ ký kết Hiệp định Utrecht vào năm 1713. Với Hiệp định Utrecht này, nước Anh đã toàn thắng trong cuộc Chiến tranh Kế vị Tây Ban Nha. Dù thành phố Barcelona đã ủng hộ liên quân chống Pháp và khuyến khích Đại Công tước Áo lên ngai vàng Tây Ban Nha vào năm 1705, đã đầu hàng Quân đội Bourbon vào ngày 11 tháng 9 năm 1714 sau một cuộc vây hãm lâu dài, chấm dứt sự hiện diện của quân chống Pháp tại Tây Ban Nha. Tại vùng đất này, nhân dân nhớ đến sự kiện ấy là Ngày Quốc khánh Catalonia.
Nước Áo vẫn còn chống Pháp cho đến năm 1714, khi hai bên thông qua các Hiệp định Rastatt và Baden, chấm dứt cuộc Chiến tranh Kế vị Tây Ban Nha. Tây Ban Nha chậm chạp hơn trong việc phê chuẩn các Hiệp ước hòa bình; họ không chính thức kết thúc những cuộc chiến tranh với nước Áo cho đến năm 1720, sau khi bị đại bại trước tất cả mọi cường quốc trong cuộc Chiến tranh Liên quân bốn nước.
Đối với nước Phổ, đây là một cuộc chiến vì mục đích chính trị, và vì thế Quân đội Phổ phải rời xa Tổ quốc. Vậy nên cống hiến của Quân đội Phổ trong cuộc Chiến tranh Kế vị Tây Ban Nha không được lòng dân cho lắm, khác hẳn với những chiến công của vua Friedrich II Đại Đế trong cuộc Chiến tranh Bảy năm (1756 - 1763) sau này. Tuy nhiên, cuộc Chiến tranh Kế vị Tây Ban Nha đóng vai trò quyết định đối với truyền thống quân sự Phổ hùng cường: các tướng tá Phổ như "Ông già Dessau" đã học hỏi được những bí quyết giúp danh tướng Marlborough đè bẹp Quân đội của vua Louis XIV. Và, "Ông già Dessau" - tức vị danh tướng Leopold - sẽ còn đóng vai trò lớn lao trong cuộc chiến tranh của nước Phổ chống vua Thụy Điển Karl XII sau này. Những sách lược mà ông học được từ danh tướng Marlborough sẽ còn ảnh hưởng không nhỏ đến các chiến thuật của vị minh quân Friedrich II Đại Đế sau này.
Các nước đều kiệt quệ khi cuộc Chiến tranh Kế vị Tây Ban Nha kết thúc.